# Challenger de Cleveland
El Cleveland Challenger es un torneo profesional de tenis. Pertenece al ATP Challenger Tour. Se juega desde el año 2019 sobre pistas de dura, en Cleveland, Estados Unidos.

## Palmarés

### Individuales
| Año  | Campeón              | Finalista          | Resultado           |
| ---- | -------------------- | ------------------ | ------------------- |
| 2019 | Maxime Cressy        | Mikael Torpegaard  | 6–7(4), 7–6(6), 6–3 |
| 2020 | Mikael Torpegaard    | Yosuke Watanuki    | 6–3, 1–6, 6–1       |
| 2021 | Bjorn Fratangelo     | Jenson Brooksby    | 7–5, 6–4            |
| 2022 | Dominic Stricker     | Yoshihito Nishioka | 7–5, 6–1            |
| 2023 | Aleksandar Kovacevic | Yibing Wu          | 3–6, 7–5, 7–6(2)    |
| 2024 | Patrick Kypson       | Ethan Quinn        | 4–6, 6–3, 6–2       |
| 2025 | Colton Smith         | Eliot Spizzirri    | 6–4, 7–6(6), 6–3    |

### Dobles
| Año  | Campeones                         | Finalistas                          | Resultado           |
| ---- | --------------------------------- | ----------------------------------- | ------------------- |
| 2019 | Romain Arneodo Andrei Vasilevski  | Robert Galloway Nathaniel Lammons   | 6–4, 7–6(4)         |
| 2020 | Treat Huey Nathaniel Lammons      | Luke Saville John-Patrick Smith     | 7–5, 6–2            |
| 2021 | Robert Galloway Alex Lawson       | Evan King Hunter Reese              | 7–5, 6–7(5), [11–9] |
| 2022 | William Blumberg Max Schnur       | Robert Galloway Jackson Withrow     | 6–3, 7–6(4)         |
| 2023 | Robert Galloway Hans Hach Verdugo | Ruben Gonzales Reese Stalder        | 3–6, 7–5, [10–6]    |
| 2024 | George Goldhoff James Trotter     | William Blumberg Alex Lawson        | 6–7(0), 6–3, [10–8] |
| 2025 | Robert Cash James Tracy           | Juan Carlos Aguilar Filip Pieczonka | 7–6(4), 6–1         |